# Alhard I. von Deckenbrock
Alhard I. von Deckenbrock († 1399) war ein Ritter, Ratsherr und Freigraf in Münster, letzter Droste des Domkapitels und Gutsbesitzer.

## Leben

### Herkunft und Familie
Alhard war der älteste Sohn von Everwin I. von Deckenbrock und seiner Frau Hadewich von Schonebeck und gehörte der 7. bekannten Generation seiner Familie, die sich ab der nächsten Generation Droste zu Hülshoff nannte, an. Sein Bruder Johann wurde 1360 Bürger von Münster und trat als Ritter in den Dienst des Bischofs von Münster, mit dem er Dortmund belagerte. Sein Bruder Engelbert wurde Geistlicher.
Alhard I. heiratete Christina von Cleyhorst aus einer Erbmännerfamilie. Sie wurde Erbin des Hofes Spielbrink in Handorf (Münster) und des Leussinghofs in Billerbeck. Der Hof Spielbrink, ein alter Besitz der Cleyhorsts, war nur mit einem Fischerhäuschen bebaut; andererseits muss zu dem Besitz auch die mittelalterliche Burg Haskenau am Zusammenfluss der Werse mit der Ems gehört haben, denn in Urkunden der Familie ist von einer Burg Handorf die Rede.
Sie bekamen fünf Kinder, darunter die Söhne Johann IV. Droste zu Hülshoff (Nachfolger), Everwin, Dietrich und Alhard sowie die Tochter Elisabeth.

### Kriegsdienst für den Bischof
Alhard I. musste, wie sein Bruder Johann, in zahlreichen Fehden als Vasall den Bischöfen von Münster Folge leisten und trat öfter für sie als Zeuge auf.

### Ratsherr in Münster
Ab 1365 war Alhard I. Ratsherr in der Stadt Münster, das 1368 erstmals als Mitglied der Hanse erwähnt wurde. In Münster erwarb er einen Stadthof (später Stapeler Hof) an der Kuhstraße 9/Jüdefelderstraße 56–57. Dieses Grundstück gehört noch heute zu Haus Stapel. Wie andere Erbmänner profitierte er von den Akzisen im Fernhandel und legte die Gewinne in Grundbesitz in Stadtnähe an.

### Freigraf von Münster
Alhard I. war auch mit der Hälfte der Freigrafschaft Münster beliehen. Zur Freigrafschaft Münster, welche die Herren von Schonebeck (Adelsgeschlecht) (in deren Familie er eingeheiratet hatte) im 13. Jahrhundert an den Bischof abtreten mussten, gehörten in ihrem „Gerichtsbann“ zahlreiche sog. „Freistühle“ (Gerichtsstätten unter freiem Himmel, häufig unter hohen Bäumen) rund um die Stadt: in Greven, Gimpte, Nordwalde, Altenberge, Nienberge, Handorf, Mauritz, Überwasser, Ludgeri, Hiltrup, Amelsbüren, Albachten, Roxel und Hembergen. Freigerichte urteilten über Rechtsstreitigkeiten der freien Bauern und verhängten sog. „Königsbann“, d. h. Gebote und Verbote unter Androhung von Nachteilen für den Fall der Nichtbeachtung. Der „Freigraf“ saß dem alle achtzehn Wochen tagenden Gericht, zu dem auch ein Schöffenkollegium gehörte, vor. Die Bedeutung der Frei- oder Femegerichte erreichte im 14. und 15. Jahrhundert, also zu Lebzeiten von Alhard I., ihren Höhepunkt.

### Droste des Domkapitels Münster
Alhard I. war der letzte Droste des Domkapitels Münster, danach wurde dieses weltliche Hofamt abgeschafft. Dies kann auch mit der zunehmenden Machtkonkurrenz zwischen den die Stadt beherrschenden Erbmännern, zu denen auch die Deckenbrock gehörten, und dem Domkapitel zusammenhängen. Während seiner Amtszeit beschloss das Domkapitel 1392, nur noch ritterbürtige Adelige aufzunehmen. Dies wurde im 16. Jahrhundert von der Ritterschaft als Vorwand für den Erbmännerstreit benutzt, in den auch die ritterbürtige Erbmännerfamilie Droste zu Hülshoff hineingezogen wurde, die noch nach dem o. g. Beschluss mit Alhards I. Söhnen Everwin und Dietrich zwei Domherren in Münster (und einen in Hildesheim) gestellt hat, bevor sie nach Beendigung dieses „Jahrhundertprozesses“ im 18. Jahrhundert wieder im Domkapitel aufstieg.

### Gutsbesitzer
Alhard hatte die Familiengüter seines Vaters bei Everswinkel geerbt. Obwohl er 1351 den Hof Detharding (Deiters) verkaufte, besaß er weiterhin dort mindestens drei andere Höfe, darunter Grosse Deckenbrock. Güter in Handorf und St. Mauritz (Münster), die sein Vater und Großvater dem Domkapitel verpfändet hatten, löste er wieder aus. 1388 erwarb er den Hof Wittover bei Roxel, der bis ins 20. Jahrhundert zu der 1417 erworbenen Burg Hülshoff gehörte.